# 페탕주

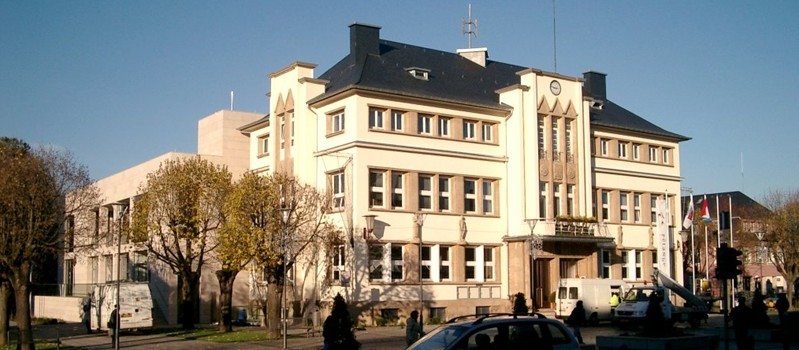
페탕주 시청

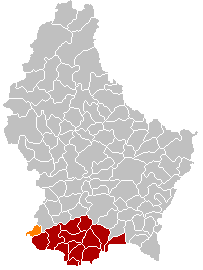
페탕주의 위치

페탕주(프랑스어: Pétange, 룩셈부르크어: Péiteng 페이텡, 독일어: Petingen 페팅겐[*])는 룩셈부르크 남서부 룩셈부르크 구 에슈쉬르알제트 주에 위치한 도시로 면적은 11.93km2, 인구는 17,265명(2014년 기준), 인구 밀도는 1,400명/km2이다. 벨기에 뤽상부르주, 프랑스 뫼르트에모젤주와 접한다.

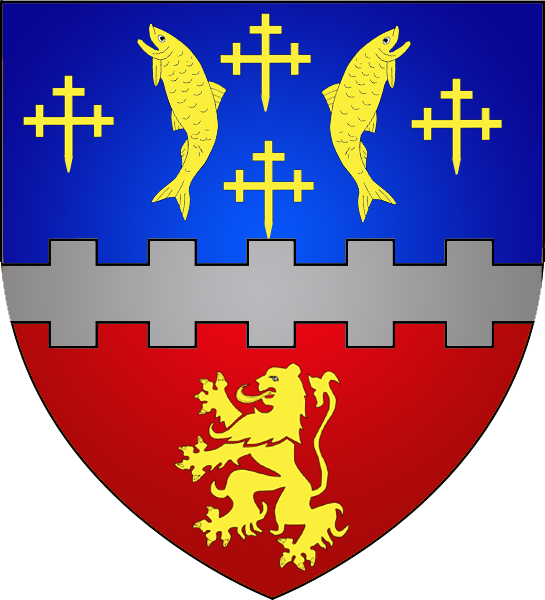
시 문장

## 자매 도시
- 슬로베니아 마리보르
- 이탈리아 스키오
- 아르메니아 딜리잔